# Adolf Schreyer

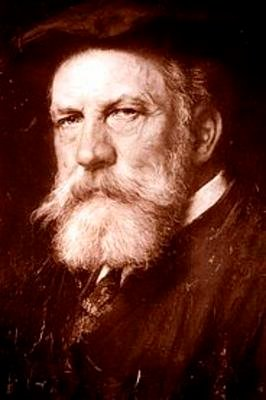
Adolf Schreyer, Bildnis durch einen unbekannten Künstler

Christian Adolf Schreyer (* 9. Juli 1828 in Frankfurt am Main; † 29. Juli 1899 in Kronberg im Taunus) war ein deutscher Tier-, Landschafts- und Genremaler.

## Leben

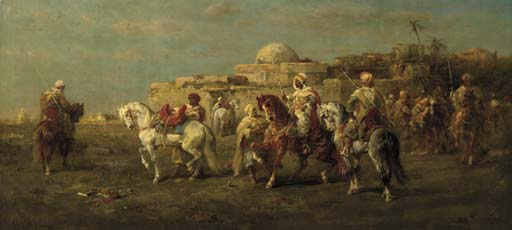
Adolf Schreyer: Arabische Reiter

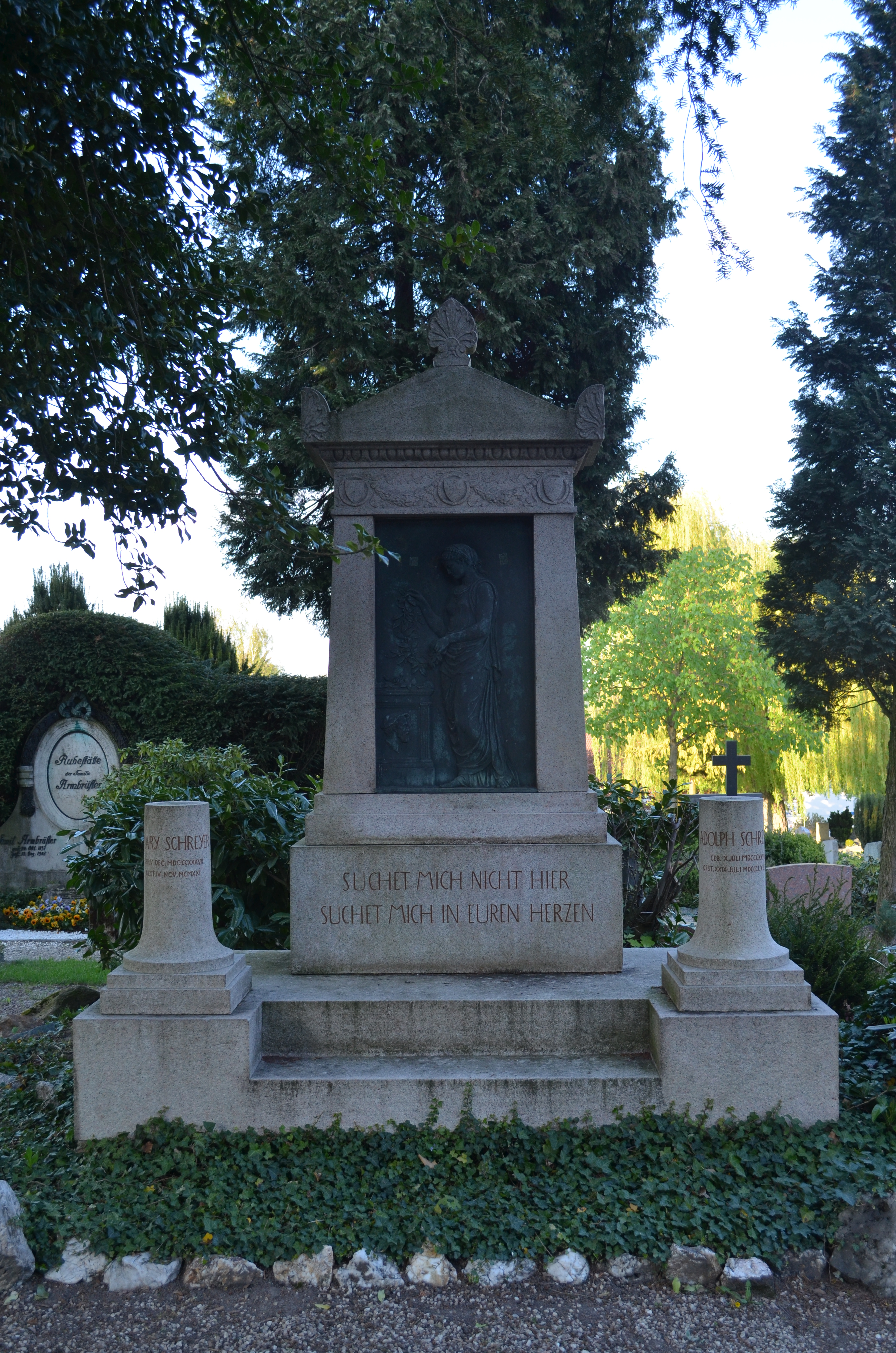
Grab von Adolf Schreyer, Friedhof Kronberg

Schreyer wurde als Sohn des aus Speyer stammenden Weinhändlers Peter Schreyer und seiner Frau Maria Salome geboren. Er kam mit 15 Jahren ans Städelsche Kunstinstitut und wurde dort zusammen mit Anton Burger, Jakob Maurer und Philipp Rumpf Schüler u. a. von Jakob Becker und Johann David Passavant. Schreyer studierte in Frankfurt am Main bis 1854, unterbrochen von einigen Aufenthalten an den Kunstakademien in Düsseldorf, München und Stuttgart. Die Düsseldorfer Akademie besuchte er 1848. Dort war er Schüler in der Malklasse von Theodor Hildebrandt. 1854 verließ Schreyer seine Vaterstadt und schloss sich bis 1856 als Freiwilliger der österreichischen Armee im Krimkrieg an. Hierbei entwickelten sich seine Fähigkeiten und seine Bekanntschaft als Schlachtenmaler, mit besonderem Fokus auf die Kavallerie.
Es folgten einige Reisen nach Ägypten und Syrien, von denen die Inspiration für seine orientalischen Gemälde stammte. Anschließend fungierte er als Reisebegleiter für Prinz Emmerich von Thurn und Taxis auf dessen Reise durch Ungarn, Rumänien und Russland.
1856 ging Schreyer nach Paris, im darauffolgenden Jahr nach Bukarest und kehrte für einige Zeit zu seinem Regiment zurück. Ende 1857 kehrte Schreyer nach Frankfurt zurück und besuchte auch seine Freunde in der Kronberger Malerkolonie. Von hier aus unternahm er 1861 eine längere Reise nach Paris und Algier. Seit dem Winter 1861/62 lebte Schreyer in Paris. Er blieb bis 1870 durchgehend in Frankreich, nur unterbrochen von einigen Reisen in den Nahen Osten, hauptsächlich die damaligen französischen Kolonialgebiete Algerien und Marokko. Ähnlich wie sein Zeitgenosse Eugen Bracht wandte er sich zeitweise dem Orientalismus zu, was zu seiner Bekanntheit wesentlich beitrug.
1872 erwarb Schreyer ein Haus in Kronberg, nahe Frankfurt, und verlebte nun bis an sein Lebensende die Sommer im Taunus und die Winter in Paris. 1895 wurde er zum Ehrenbürger der Stadt Kronberg ernannt und verstarb dort am 29. Juli 1899 im Alter von 71 Jahren. Im gleichen Jahr stellte die Nationalgalerie in Berlin anlässlich einer Gedächtnisausstellung 150 seiner Werke aus.

## Werk
Internationale Berühmtheit und Anerkennung erlangte Adolf Schreyer hauptsächlich durch seine Tätigkeit als Orientmaler, insbesondere mit Gemälden, auf denen arabische Reitszenen zu sehen waren. Durch seine Spezialisierung auf die Pferdemalerei erhielten auch seine Darstellungen von bäuerlichem Leben in der Walachei, welche hauptsächlich von seinen Eindrücken während zahlreicher Reisen dorthin inspiriert wurden, internationale Anerkennung. Ein drittes Spezialgebiet stellen seine Kampfszenen dar, auch wenn sich hier Überschneidungen mit arabischen Reiterszenen feststellen lassen. Weitere häufige Motive sind Landschaften im Taunus sowie der Walachei, Kuhfuhrwerke sowie winterliche Szenen. Das Metropolitan Museum in New York besitzt drei seiner orientalischen Werke. Zwei Kampfszenen sind in der Schwerin-Galerie ausgestellt, weitere Werke befinden sich in der Sammlung von Graf Mensdorff-Pouilly. Die Kunsthalle Hamburg sowie das Städelsche Kunstinstitut Frankfurt stellen von ihm gemalte Szenen aus der Walachei aus.
Viele seiner bedeutendsten Werke befinden sich außerdem in Sammlungen der Rockefeller Familie, Vanderbilt Familie, John Jacob und William Backhouse Astor, sowie im Besitz von August Belmont und William Walters.